# 23-я танковая бригада
23-я танковая бригада — формирование (соединение) бронетанковых и механизированных войск (до этого автобронетанковых) РККА ВС СССР, в Великой Отечественной войне.
В литературе встречается наименование — 23-я отдельная танковая бригада (23 отбр). В составе действующей армии:
- с 21 октября 1941 года по 29 января 1942 года;
- с 16 мая 1942 года по 10 марта 1943 года;
- с 26 марта по 30 ноября 1943 года;
- с 16 июня по 4 сентября 1944 года;
- с 30 октября 1944 года по 9 мая 1945 года. Полное действительное наименование, по окончании Великой Отечественной войны — 23-я Глуховско-Речицкая ордена Ленина Краснознамённая ордена Суворова танковая бригада.

## История
Отдельная танковая бригада формировалась с 1 октября 1941 года в посёлке Костерево, Московской области, Московский военный округ.
На базе автобронетанковых соединений, из резерва Западного фронта, для предотвращения внезапного прорыва немецких броневых и танковых формирований к Москве, 25 октября 1941 года 23-я, 26-я и 27-я отдельные танковые бригады были объединены в Оперативную группу (танковую группу) генерал-лейтенанта танковых войск В. А. Мишулина.
После сформирования бригада была направлена на Волоколамское шоссе, прикрывала 316-ю стрелковую дивизию Панфилова. 16—20.11.1941 года находилась на рубеже Шапково — Федюково — Давыдково. В ночь на 23.11.1941 года на рубеже Зорино — Холщевники, остатки танковой бригады прикрывали отход советских войск на восточный берег Истры.
С мая 1942 года включена в состав 9-го танкового корпуса и воевала в составе корпуса до конца войны.
См. также о боевом пути бригады в составе корпуса

## В составе
- Московский военный округ — на 01.10.1941 года
- Западный фронт, фронтовое подчинение — на 01.11.1941
- Западный фронт, 16-я армия — ноябрь 1941 года
- Западный фронт, 49-я армия — на 01.01.1942
- Московский военный округ, укомплектование — на 01.04.1942 года
- 9-й танковый корпус

## Состав
- Управление бригады
- Рота управления
- Разведывательная рота
- 23-й танковый полк (до 15 февраля 1942 года)
- Мотострелково-пулемётный батальон (после 14.11.1943 Моторизованный батальон автоматчиков)
- Зенитный дивизион
- Ремонтно-восстановительная рота
- Автотранспортная рота
- Медико-санитарный взвод
- 267-й танковый батальон (с 15 февраля 1942 года)
- 269-й танковый батальон (с 15 февраля 1942 года)
- мотострелковый батальон (с 15 февраля 1942 года)

## Укомплектованность
- на 28.10.1941 — 34 танка, в том числе: 4 единицы КВ-1, 11 единиц Т-34, 19 единиц Т-40.
- на 16.11.1941 — 31 танк: два КВ, 9 единиц Т-34, 20 лёгких.
- на 20.12.1941 — 21 танк: два Mk II и 19 единиц Mk III.
- на 01.01.1942 — 6 танков: один Т-34 и 5 единиц МК-3.

## Командование
Командиры:
- Белов, Евтихий Емельянович (c 01.10.1941 по 15.07.1942), полковник
- Корбут, Пётр Юлианович (с 16.07.1942 по 15.10.1942), майор
- Демидов, Михаил Сергеевич (c 16.10.1942 по 15.12.1943), подполковник c 06.02.1943 полковник
- Бойко, Константин Илларионович (с 16.12.1943 по 15.09.1944), подполковник
- Кузнецов, Семён Васильевич (с 16.09.1944 по 09.05.1945), полковник

Заместители командира по политчасти:
- Гаврилов, Иван Александрович (ХХ.08.1941 по ХХ.03.1942), полковой комиссар.

## Награды и наименования
| Награда (наименование)             | Дата награждения                                | За что получена |
| ---------------------------------- | ----------------------------------------------- | --- |
| Почётное наименование «Глуховская» | 31 августа 1943 года                            | |
| Почётное наименование «Речицкая»   | 18 ноября 1943 года                             | |
| Орденом Суворова II степени        | Указ Президиума ВС СССР от 27 июля 1944 года    | За образцовое выполнение заданий командования в боях с немецкими захватчиками, за овладение городом Барановичи и проявленные при этом доблесть и мужество                                |
| Орденом Красного Знамени           | Указ Президиума ВС СССР от 19 февраля 1945 года | За образцовое выполнение заданий командования в боях с немецкими захватчиками, за овладение городами Лодзь, Кутно, Томашув, Гостынин, Ленчица и проявленные при этом доблесть и мужество |
| Орденом Ленина                     | Указ Президиума ВС СССР от 3 мая 1945 года      | За образцовое выполнение заданий командования в боях с немецкими захватчиками, при овладении городом Альтдамм и проявленные при этом доблесть и мужество                                 |

## Отличившиеся воины бригады
| Награда | Ф. И.О.                        | Должность                                                                                      | Звание            | Дата награждения | Примечания                  |
| ------- | ------------------------------ | ---------------------------------------------------------------------------------------------- | ----------------- | ---------------- | --------------------------- |
|         | Босов, Алексей Петрович        | командир роты тяжёлых танков 1-го танкового батальона                                          | капитан           | 7 февраля 1942   | Погиб 18 ноября 1941 года.  |
|         | Гаганов, Алексей Георгиевич    | командир танка 267-го танкового батальона                                                      | капитан           | 31 мая 1945      |                             |
|         | Гашуненков, Семён Иванович     | командир роты тяжёлых танков 1-го танкового батальона                                          | старший лейтенант | 7 февраля 1942   |                             |
|         | Гоненков, Григорий Терентьевич | командир пулемётного отделения 3-й стрелковой роты 23-го моторизованного пулемётного батальона | сержант           | 22 февраля 1942  | Погиб 23 ноября 1941        |
|         | Жидков, Иван Андреевич         | командир моторизованного батальона автоматчиков                                                | майор             | 24 марта 1945    | погиб 22 января 1945 года   |
|         | Конев, Павел Фёдорович         | командир танка Т-34 269-го танкового батальона                                                 | младший лейтенант | 27 февраля 1945  | погиб 5 марта 1945 года     |
|         | Костюк, Иосиф Степанович       | командир танковой роты 267-го танкового батальона                                              | старший лейтенант | 27 февраля 1945  |                             |
|         | Кретов, Николай Фёдорович      | командир роты средних танков                                                                   | лейтенант         | 12 апреля 1942   | Погиб в 1942 году           |
|         | Лавров, Пётр Евстафьевич       | старший механик водитель танка Т-34 269-го танкового батальона                                 | старший сержант   | 31 мая 1945      | Умер от ран 1 мая 1945 года |
|         | Лукинов, Николай Тарасович     | командир танковой роты 3-го танкового батальона                                                | лейтенант         | 15 января 1944   |                             |
|         | Никитин, Виталий Васильевич    | командир танка КВ-1 267-го танкового батальона                                                 | лейтенант         | 19 октября 1942  |                             |
|         | Полежаев, Николай Сергеевич    | механик-водитель танка Т-34 267-го танкового батальона                                         | старший сержант   | 27 февраля 1945  |                             |
|         | Чудайкин, Владимир Иванович    | командир орудия танка Т-34 269-го танкового батальона                                          | старшина          | 31 мая 1945      |                             |

См. также о воинах бригады в составе 9-го танкового корпуса

## Интересные факты
- Танки бригады поддерживали огнём группу, участвовавшую в штурме рейхстага и водрузившую Знамя Победы на его куполе[2].